# 北大東村
北大東村（日语：／ Kitadaitō son */?）為日本沖繩縣最東邊的自治體，位於沖繩島東方約360公里處，島民有五百餘人。行政區域包括北大東島及沖大東島，沖大東島全島為拉薩工業（ラサ工業）的私有土地，且是美國海軍的「沖大東島炸射練習場」所在地，一般人不得進入，現為無人島。

## 地理
氣候屬於亞熱帶海洋性氣候，為珊瑚礁隆後所形成的島嶼，四周多為懸崖峭壁。北大東島面積為11.94平方公里，沖大東島面積為1.15平方公里，鄰近南大東島。

### 轄區
全村共分為4個字：
| - 中野 - 港 | - 南 |  |

## 歷史
- 1543年：西班牙人發現大東群島。
- 1885年：被日本劃入領土。
- 1900年：來自八丈島以玉置半右衛門作為中心的開墾團來到大東群島，為大東群島初次進行開發。
- 二次大戰前，與南大東島一樣是製糖業「大日本製糖」（前身為玉置商會及東洋製糖）的「社有島」，島上居民都是製糖公司的佃農，未實行地方自治。島上居民被強迫密集勞動，而收穫都被製糖業者低價收購，島民在嚴格監視下不得擅自離島。
- 1946年：琉球群島進入美國軍政時期，島民脫離製糖公司的支配，並正式建村，成為北大東村。
- 1964年：確認島上的耕地為島民所有，並非大日本製糖。
- 1972年：沖繩回歸，成為日本領土。
- 1975年：NHK沖繩放送局開始測試播放電視節目。
- 1978年：設立北大東機場。
- 1979年：建立自動化電話機房，可直接撥出電話。
- 1984年：NHK衛星測試放送開始，島上開始可收看衛星電視節目。

## 交通

### 航空
- 北大東機場⇔南大東機場⇔那霸機場

「琉球空中通勤」（Ryukyu Air Commuter Co.,Ltd）開設航班，一天兩班，航程約一小時。

### 船運
- 泊港南岸⇔南大東島

大東海運開設航班，大致每5天一班（每周1～2航班，每月5～6航班），航行經南大東島及北大東島，航程約15小時。基本使用島上西港，但因為島嶼四周海象不佳，船隻會視情況在西港、江崎港、北港中挑選最合適的港口。可是因為太靠近岸邊也會有危險，因此停留在隔岸數公尺的地方，島上的人載使用起重機將人與行李吊到島上，或是吊回船上。因此，村內會在船隻靠港前廣播：「本日的大東海運船隻預定○點○分左右進入○○港」。鄰接的南大東村也有相同的情形。

## 道路
- 沖繩縣道184號北大東港線 。

## 產業
- 以前曾為磷礦石的開採產業中心。
- 現在以生產甘蔗、製糖、漁業和觀光產業為主。但是，旅遊景點和住宿設施未如南大東島多，因此觀光客較少。

## 觀光景點
- 北大東民族資料館：展示北大東島的開荒的歷史和資料。
- 黑部岬：位於北大東島西北部，有信天翁棲息。
- 上陸公園：上陸港遺跡園。
- 長幕（岸壁及岸錐的國家指定自然保護特殊植物群落）：於懸崖邊。
- 天狗岩
- 真黑岬：沖繩縣最東端的海岬。
- 磷礦石儲藏庫遺跡。

## 教育

### 小中學校
- 北大東村立北大東小中學校

## 外部連結
- 北大東島網頁（页面存档备份，存于）
- 日本國土地理院空拍圖：北大東島
- 大日本明治製糖（页面存档备份，存于）（戰前管理北大東島的公司）
- 大東糖業（現在島上製糖公司）